# O'a Caldera
O'a Caldera är en caldera i Etiopien. Den ligger i den centrala delen av landet, 170 km söder om huvudstaden Addis Abeba. Toppen på O'a Caldera är 2 075 meter över havet.
Terrängen runt O'a Caldera är platt åt nordväst, men åt sydost är den kuperad. O'a Caldera är den högsta punkten i trakten. Runt O'a Caldera är det ganska tätbefolkat, med 199 invånare per kvadratkilometer. Det finns inga samhällen i närheten. 